# Sisorinae
Sisorinae es una de las dos subfamilias de peces de la familia Sisoridae (la otra es Glyptosterninae).
Incluye los géneros Ayarnangra, Bagarius, Gagata, Gogangra, Nangra y Sisor.